# رام کی

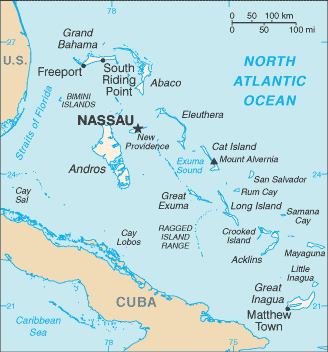

جزیره رام کی (به لاتین: Rum Cay)  یک شهرستان در باهاما است که در ۳۲ کیلومتری (۲۰ مایلی) جنوبغربی جزیره سان سالوادور واقع شده‌است. این جزیره سابقاً Mamana و Santa Maria de la Concepción نامیده می‌شد.

## خصوصیات
رام کی در سال ٬۱۹۹۰ ۵۳ نفر جمعیت داشت.